# Ceraeochrysa lineaticornis
Ceraeochrysa lineaticornis is een insect uit de familie van de gaasvliegen (Chrysopidae), die tot de orde netvleugeligen (Neuroptera) behoort. 
Ceraeochrysa lineaticornis is voor het eerst wetenschappelijk beschreven door Fitch in 1855.